# Santuario de Nuestra Señora de las Gracias de Onuva
El santuario de Nuestra Señora de las Gracias de Onuva, localizado en el municipio de La Puebla del Río, provincia de Sevilla, Andalucía, en España, es un santuario mariano que marca el local exacto donde un joven de su nombre Jesús José Cabrera afirmó haber presenciado varias apariciones de la Bienaventurada Virgen María y dos apariciones del propio Jesucristo.

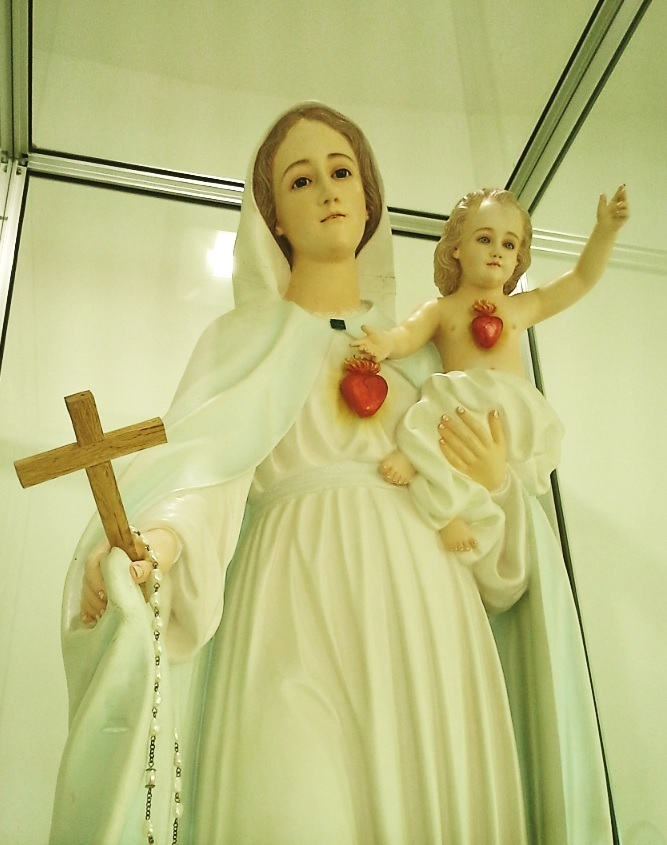
La Virgen de las Gracias de Onuva con el Niño Jesús.

En una de las apariciones, la Virgen María le habría pedido la construcción de una capilla en aquel lugar y que actualmente es la parte central del Santuario donde está guardada la principal imagen de Nuestra Señora con el Niño Jesús. Con el paso del tiempo el Santuario se extendió, hasta hoy en día, en que existen ya otros varios locales de devoción (el oratorio del Sagrado Corazón de Jesús, el del Arcángel Miguel, la Viacrucis, etc.), aumentado así la capacidad del acogimiento de los peregrinos en el recinto abierto. Actualmente también hay en el Santuario un refugio para los más pobres y los más discapacitados.

## Historia del Santuario mariano de Onuva
El origen del Santuario de Nuestra Señora de las Gracias de Onuva está relacionado con las apariciones marianas recibidas por el joven Jesús José Cabrera entre los años 1968 y 1976. La finca donde habrían tenido lugar las apariciones y revelaciones recibió el nombre de Onuva que, según habría explicado el vidente, fue dado por Jesucristo y significa '«Tierra de la Misericordia»'.

## Galería de imágenes

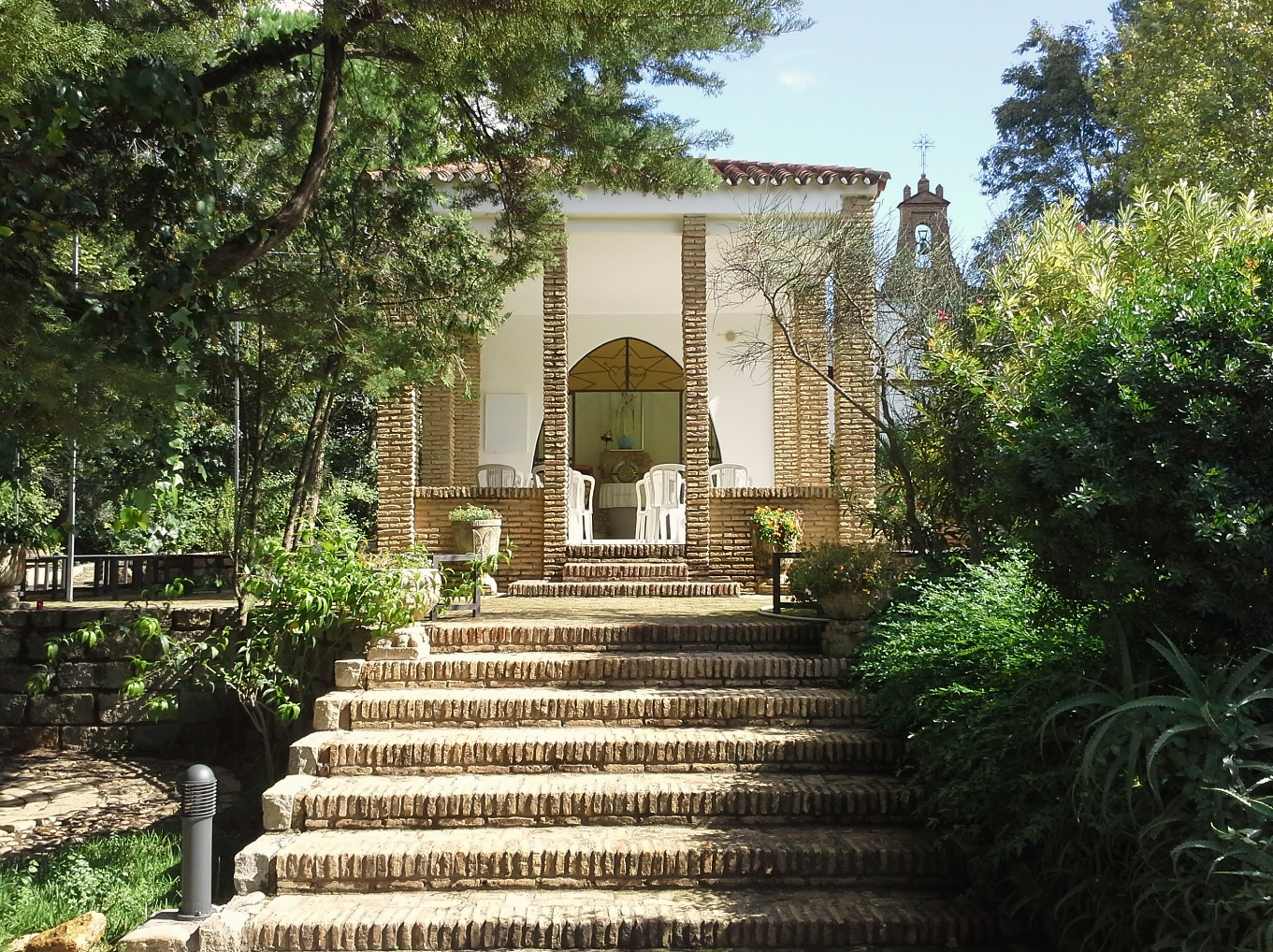
La Capilla de la Virgen de las Gracias.
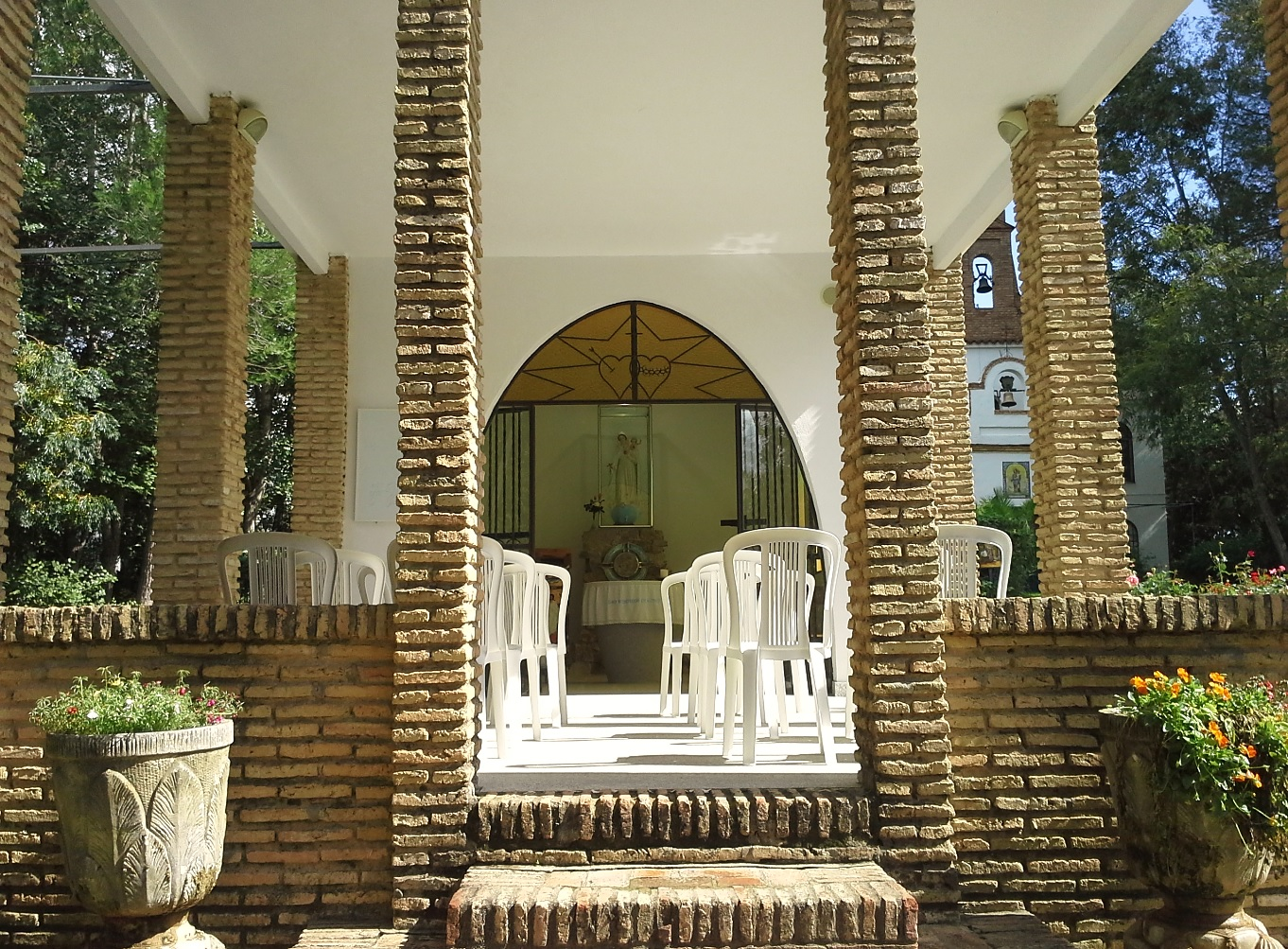
Entrada de la Capilla de la Virgen de las Gracias en el Santuario de Onuva.
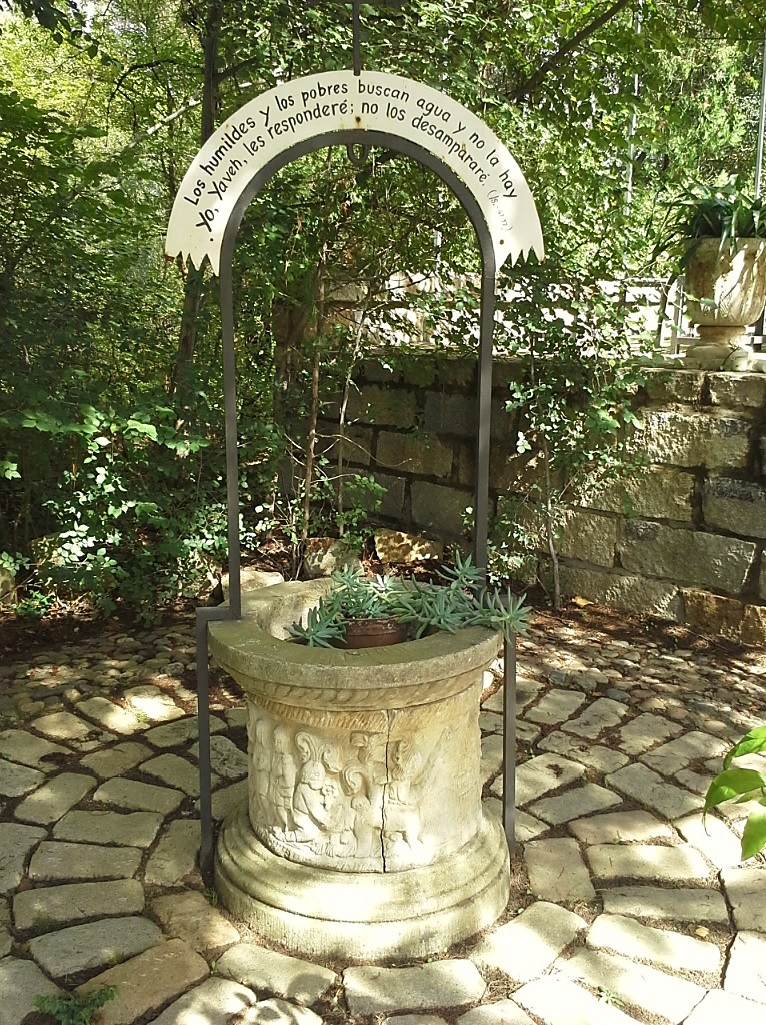
El pozo de agua bendecido por Nuestra Señora de las Gracias de Onuva.
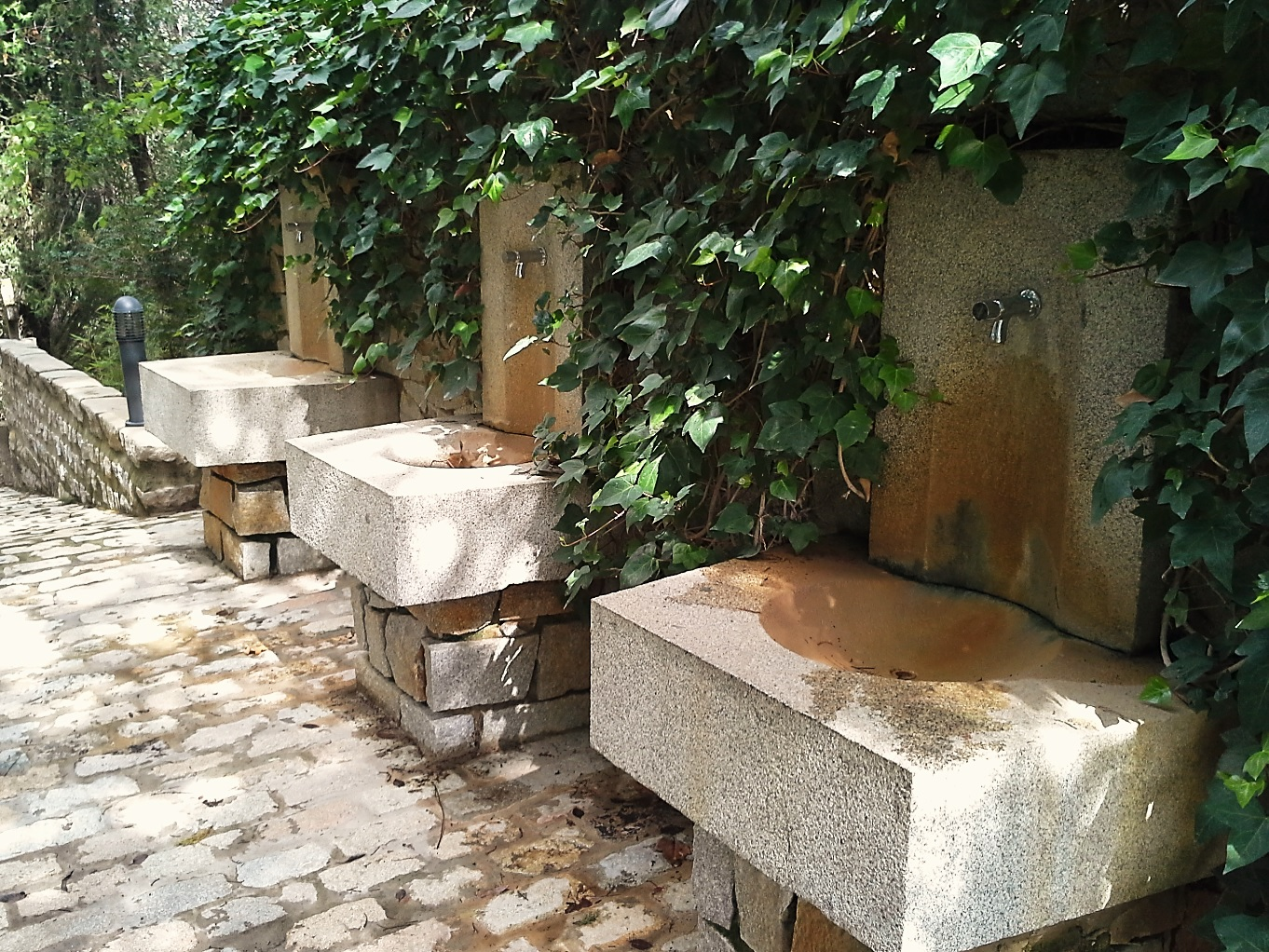
Las fuentes del pozo de agua bendecido por la Virgen de las Gracias de Onuva.
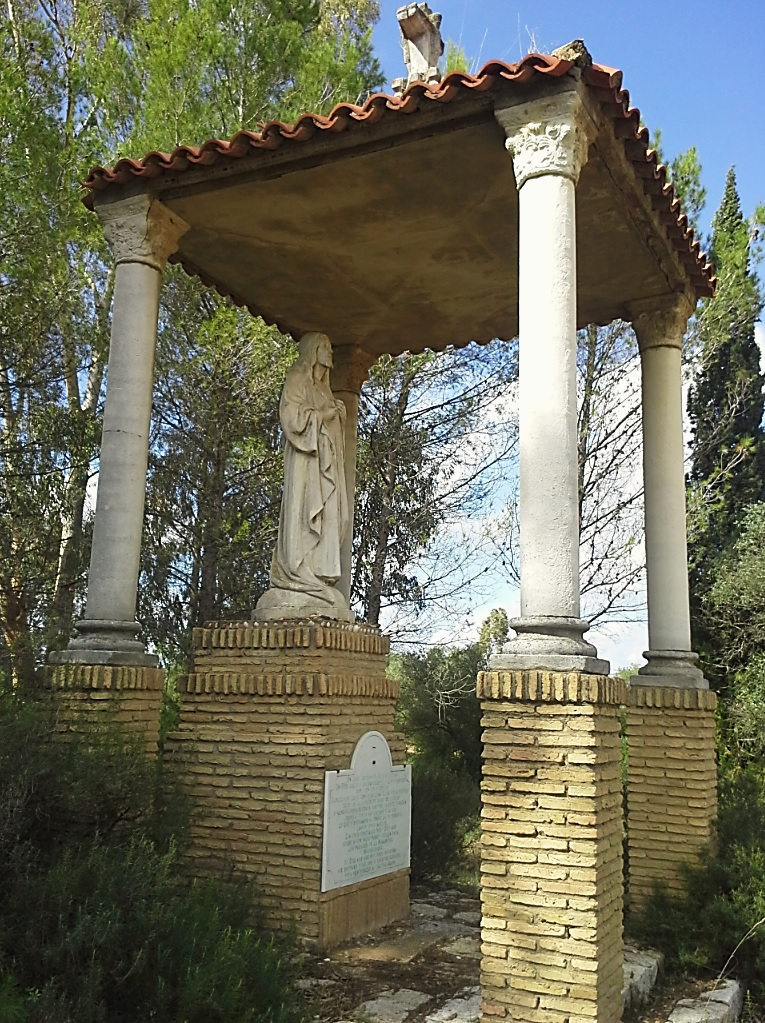
El monumento del Sagrado Corazón de Jesús situado en el montículo Pitiforo - Onuva.